# エフゲニー・ロイズマン
エフゲニー・ヴァジモヴィチ・ロイズマン(ロシア語: Евге́ний Вади́мович Ро́йзман、1962年9月14日 - )は、ロシアのバルトドイツ人政治家。連邦下院議員を経て2013年から2018年までエカテリンブルク市長を務めた。
ロイズマンはロシア国内に残る最後の著名な野党政治家の1人として知られいる。
2022年8月、ロシアのウクライナ侵攻をめぐり「ロシア軍の信用を失墜させた」容疑で連行された。2022年11月にはロシア政府から「外国エージェント」指定を受けた。2023年3月にも再び逮捕され、今後の動向が注目される。